# Epiplema columbaris
Epiplema columbaris är en fjärilsart som beskrevs av Butler 1889. Epiplema columbaris ingår i släktet Epiplema och familjen Uraniidae. Inga underarter finns listade i Catalogue of Life.